# Хераково
Хе́раково (болг. Хераково) — село в Софійській області Болгарії. Входить до складу общини Божуриште.

## Населення
За даними перепису населення 2011 року у селі проживали 660 осіб.
Національний склад населення села:
| Національність   | Кількість осіб | Відсоток |
| ---------------- | -------------- | -------- |
| болгари          | 627            | 98,9%    |
| інша             | 3              | 0,5%     |
| Всього відповіли | 634            |          |

Розподіл населення за віком у 2011 році:
Динаміка населення: